# Thokozile Muwamba
Thokozile Muwamba, née en 1993 est une pilote zambienne et première femme pilote de chasse en Zambie.

## Biographie

### Formation
Thokozile Muwamba (né en 1993) est une pilote zambienne. En 2017, elle devient la première femme pilote de chasse en Zambie. Au cours de sa première année d'études à l'Université Copperbelt de Zambie, elle quitté ses études pour rejoindre l'armée en 2012,.

### Début de carrière
En 2015, elle bénéficie d’un projet de l’armée de l’air zambienne, initié par le  lieutenant-général Eric Mwaba Chimese, visant à introduire les femmes dans un domaine dominé par les hommes. En 2017, elle détient le grade de sous-lieutenant dans l'armée de l'air zambienne,,,,.